# 木村毅
木村 毅（きむら き、1894年2月12日 - 1979年9月18日）は、日本の文学評論家、明治文化史の研究家、小説家。

## 経歴
岡山県勝南郡勝間田村（現勝田郡勝央町）に生まれる。少年時代から文士を志し、『少年世界』『文章世界』に投稿する。高等小学校卒業後の3年間独学、その後早稲田大学英文科に入学。同じクラスには植村宗一（直木三十五）、宮島新三郎、田中純、西条八十、青野季吉、細田源吉、細田民樹らがいた。1917年卒業。
隆文館、次いで早稲田で同級だった直木三十五らの設立した春秋社に入社し、トルストイ全集の編集を手がけ、植村退社後も宮崎安右衛門『乞食桃水』、西田天香『懺悔の生活』などのベストセラーを企画した。1921年に、『都新聞』に連載されその後私家版で書き継がれていた中里介山『大菩薩峠』を知り、出版を社長に提案し、宮崎安右衛門の紹介で介山と交渉して刊行したところ、大評判となった。関東大震災を機に春秋社をやめて評論、翻訳活動を行う。『小説研究十六講』（1924年）は好評となり、川端康成に影響を与え、松本清張はこれを読んで小説家志望の念を固めた。また改造社の社長山本実彦の依頼で『現代日本文学全集』（1926年）を編集し、その後ブームとなる円本の嚆矢となった。
明治文化研究会同人となり、のち第3代会長も務める。1928年ヨーロッパへ渡り、デュマの遺跡探訪や、改造社の依頼でコナン・ドイルの翻訳権交渉なども行った。小説、実録、評論のほか、明治文化・文学を研究し多数の著作を残す一方、日本フェビアン協会、労農党に参加。社会運動にも挺身した。
『文藝東西南北』(1926年)からの明治・大正文学の研究は大きな業績で、この序文で内田魯庵は「木村君は東西古今に亘る多読家を以って知らる。就中明治文化に就いては夙に潜思して博渉最も力む。日に古書肆を採訪して露店までも漁って倦まず、往々意外の逸書を掘出して忘れられたる資料を捜り当てるあて第六感を持つてをる」と評された。また尾崎秀樹は「明治・大正文学研究をそれぞれの時代状況や社会の推移と照応させ、明治文化の全体像の中に位置付けようとした」「東西文化・文学との比較研究」「資料渉猟に基づく実証主義的な研究態度」「文学の社会的研究」をその評価、特色として挙げている。
1933年（昭和8年）には、ナチス・ドイツの焚書活動を機に日本国内で結成された学芸自由同盟に参加。当局の不当検閲に対する抗議活動を行った。
早稲田大学百年史編纂委員、神戸松蔭女子学院大学教授を勤める。1978年に菊池寛賞受賞。1979年、目黒の東邦大学付属大橋病院にて死去。文学博士。墓所は府中市立正院。
小説家の阿部知二とはいとこ同士にあたる。

## エピソード
- 木村曰く妓である佐野周二の姉を囲うために(佐野の姉婿である知人笹本寅が務めていた)春秋社の社長で猥穂と仇名されていた神田豊穂が春秋社の金に手を出したため、会社に損害を出したにもかかわらず木村の「綱島梁川全集」の売上のせいにしたため糞尿で汚されたような気がしたとしている[7]。

## 著書

### 文学研究
- 『ルツソウよりトルストイまで』（春秋社、新学芸講座 第一期第三編春期講座） 1992
- 『新文藝講話』（春秋社、新学芸講座 第一期第六編夏期講座） 1922
- 『近代文学に現れたる神愛・自然愛・人間愛』（春秋社、早稲田大学パンフレット 第九編） 1924
- 『小説の創作と鑑賞』（新詩壇社） 1924
- 『小説研究十六講』（新潮社） 1925
『小説研究十二講』（新潮社、新潮文庫 第十二編） 1933：上記の改版
『小説研究十六講』（高明訳、北新書局） 1930：中国語訳
『小説研究十二講』（書物展望社） 1948
『小説研究十二講』（乾元社） 1950
『小説研究十二講』（祥々社） 1956
『小説研究十六講』（恒文社） 1980
- 『世界文学の輪郭』（新潮社、文藝入門叢書 第一編） 1925
- 『農民の文学』（農村問題叢書刊行会） 1926
- 『文藝六講』（春陽堂） 1926
- 『文藝東西南北』（新潮社） 1926
『文芸東西南北　明治・大正文学諸断面の新研究』（平凡社東洋文庫） 1997
- 『明治文学展望』（改造社） 1928、復刊 恒文社 1982
- 『大衆文学とジャーナリズム』（三省堂） 1931
- 『現代小説の創作と鑑賞』（橘書店） 1933
- 『大衆文学十六講』（橘書店） 1933、中公文庫　1993
- 『西洋文学翻訳年表』（斎藤昌三共著、岩波書店、岩波講座 世界文学 第8回配本） 1933
- 『明治文学を語る』（楽浪書院） 1934、復刊 恒文社 1982
- 『英文學の社會的背景』（新英米文学社） 1934
- 『植民地文學に就いて 特にカナダの女流詩人パゥリン・ジョンソンを紹介す』（英語英文學刊行會） 1934
- 『旅と読書と』（双雅房） 1936
- 『樗牛・鴎外・漱石 明治の肖像画』（千倉書房） 1936
改題新版『逍遥・鴎外・漱石』（恒文社） 1981
- 『小説の創作と鑑賞』（高山書院、高山叢書8） 1941：新詩壇社版とは別内容
- 『講演世界文学史』（読書展望社） 1947
- 『小説の創作と鑑賞』（暁書房） 1948：新詩壇社版、高山書院版とは別内容
- 『新文章読本』（旺文社） 1949
- 『切支丹文学の珍種を拾うて』（白鯨社） 1949
- 『文学修業』（洋々社） 1956
- 『日米文学交流史の研究』（講談社） 1960、復刊 恒文社 1982
- 『近代精神と文壇』（至文堂） 1975
- 『新文学の霧笛』（至文堂） 1975
- 『比較文学新視界』（松蔭女子学院大学学術研究会・松蔭女子学院短期大学学術研究会） 1975
- 『愛蔵本物語』（日本古書通信社） 1977
- 『明治初期翻訳文学選解説』（雄松堂書店） 1978
- 『私の文学回顧録』（青蛙房） 1979

### 創作
- 「旗」（実業之日本社、『続少年文庫第一編』） 1914[8]
- 『兎と妓生と』（新詩壇社） 1925
- 『島原美少年録』（東京朝日新聞社） 1927
- 『星旗楼秘聞』（春陽堂） 1931
- 『ラグーザお玉自叙伝』（編著、千倉書房） 1931、恒文社 1980
- 『伝記小説・西郷南洲』（千倉書房） 1934
- 『伝記小説集・福沢先生』（南光社） 1934
- 『伝記小説・頼山陽 日本外史篇』（千倉書房） 1935
- 『旅順攻囲軍』（大日本雄弁会講談社） 1935、復刊 恒文社 1980
- 『明治建設「エル・ドラドおけい」の物語』（改造社） 1935、復刊 恒文社 1981
- 『乃木将軍』（千倉書房） 1937
- 『土曜日の晩に』（日本両親再教育協会、いとし児文藝叢書1） 1937
- 『戦火』（大日本雄弁会講談社） 1938
- 『廓の人気男』（八紘社） 1939
- 『スパイは躍る』（八紘社） 1939
- 『大山・児玉・乃木 』（大日本雄弁会講談社） 1939
- 『花嫁隠密』（八紘社） 1939
- 『皇軍百万』（興亜文化協会） 1940
- 『野口英世』（小学館、小学館文庫15） 1940：伝記絵本
- 『明けゆく村々』（長隆舎書店） 1941
- 『君が代初吹奏 皇国発展篇』（博文館） 1941
- 『胡沙吹く嵐 新東亜建設篇』（博文館） 1941
- 『都々逸坊扇歌 どゞいつぶし元祖』（高山書院） 1941
- 『南海游侠伝 日柳燕石波瀾の生涯』（拓南社） 1941
- 『神武天皇 世界史的大観点に基く大和平定史の真相』（私刊） 1941
- 『海峡の風雲児』（春陽堂書店） 1941
- 『明治名将伝』（博文館） 1941
- 『黒髪武士道』（春陽堂文庫） 1942
- 『達人南洲』（潮文閣） 1942
- 『荒城の月』（春陽堂書店） 1942
- 『大山元帥』（大日本雄弁会講談社） 1942
- 『故山の大西郷』（全国書房） 1942
- 『農人乃木』（全国書房） 1942
- 『赤穂城の花』（家庭新聞社出版部、健全よみもの文庫） 1942
- 『颱風の北』（春陽堂書店、くろがね会鑑選、海洋小説集 第一冊） 1942
- 『相思樹の葉』（春陽堂文庫出版、春陽堂文庫59） 1943
- 『人物と青年』（潮文閣、青年文化全集 第六回） 1943
- 『布引丸 フィリピン独立軍秘話』（春陽堂） 1944、復刊 恒文社 1981
- 『児玉源太郎大将』（台湾公論出版部） 1944
- 『日本海軍創始の父 勝海舟』（東亜春秋社、少国民海洋文庫21） 1944
- 『大本営』（新潮社） 1945
- 『甘藷伝来記』（開成館、新作講談集） 1945
- 『或る志士 中野正剛の最後』（東京講演会） 1946：戯曲
- 『アメリカの二世殊勲物語 第四四二部隊』（坂木きじゆ共著、旺文社） 1949
- 『幕末綺談 侠艶ちらし紋』（玄理社） 1949
新版 『侠艶ちらし紋』（恭誠社） 1955
- 『すちぶんすん』（大日本雄弁会講談社、一年生文庫） 1953
- 『鹿鳴館の夜嵐』（明治文献、忘れられた明治史1） 1973

### 伝記・歴史・社会科学・随筆
- 『社会科学の話』（誠文堂） 1930
- 『巴里情痴伝』（千倉書房） 1931
- 『S.O.Sのアメリカ』（千倉書房） 1932
- 『初学者の為の社会科学概論』（文化書房） 1932
- 『西園寺公留学時代のフランス』（私刊） 1932
- 『現代ジャアナリズム研究』（公人書房） 1933
- 『西園寺公望』（書物展望社） 1933
- 『世界の女性を語る』（千倉書房） 1933
- 『近代ジャアナリズム発達史』（岩波書店、岩波講座 世界文学 第3回配本） 1933
- 『青灯随筆』（双雅房） 1935
- 『砂浜散策』（信正社） 1936
- 『国際スパイ実話』（大日本雄弁会講談社） 1937
- 『上海通信』（改造社） 1937、復刻 大空社 2002
- 『西園寺公望伝』（伝記刊行会） 1937
- 『ゴールド・ラッシュ かりふおるにや繁昌記』（河出書房） 1937
- 『大陸建設の人々』（大隣社） 1939
- 『南京豆の袋』（第一出版社） 1939
- 『支那紀行』（第一書房） 1940
- 『マニラ紀行 南の真珠』（全国書房） 1942
- 『明治天皇と御治世下の人々』（全国書房） 1942
- 『陸鷲海鷲』（大元社） 1942
- 『アギナルドの独立軍』（大東亜出版） 1943
- 『人物と青年』（潮文閣） 1943
- 『七洋制覇』（博文館） 1943
- 『増産の旅』（秩父書房） 1943
- 『鐘をつく人々』（国民社） 1943
- 『加藤軍神』（全国書房） 1943
- 『新英雄伝』（矢貴書店） 1944
- 『九州風土記』（金文堂） 1947
- 『明治藝者の巴里遠征記』（改造社） 1949年頃
- 『夕閑帖』（文章倶楽部社） 1951
- 『ふぐ提灯』（文章倶楽部社） 1952
- 『白い石炭 森矗昶の人とその事業』（四季社） 1953
- 『日本実業家列伝』（実業之日本社） 1953
- 『日本開国百年記念伝記 漂流少年ジョゼフ彦』（フレンド社） 1953
- 『文明開化 青年日本の演じた悲喜劇 』（至文堂、日本歴史新書) 1954
- 『心あたたまる河』（緑園書房） 1955
- 『大東京五百年 1・2』（毎日新聞社） 1956 - 1957
『大東京五百年文化史話』（恒文社） 1979
- 『青年の夢 日本青年はどんな夢をみてきたか』（洋々社） 1956
- 『明治天皇』（至文堂、日本歴史新書) 1956、新人物往来社 1974
- 『日本スポーツ文化史』（洋々社） 1956
- 『人物財閥史』（実業之日本社） 1956
- 『多羅の芽法談』（法令出版公社） 1956  
のち改題『明治・大正暗黒事件秘話 まわり燈籠 - 明治文化の話』（井上書房） 1959
のち改題『大逆の系譜』（明治文献、忘れられた明治史3） 1975
- 『財界よもやま史話』（筑土書房） 1957
- 『私のすきな世界人』（筑土書房） 1958
- 『金曜日の朝』（清和書院） 1958
- 『東京 文明開化遺跡漫歩』（光文社） 1958
- 『明治天皇 近代日本の建設者』（岩崎書店、少国民の偉人物語文庫1） 1958
- 『西園寺公望 三代宰相列伝』（時事通信社） 1958、新版『日本宰相列伝5』 1985
- 『明治・大正暗黒事件秘話 続まわり燈籠 - 明治大正文化の話』（井上書房） 1959
のち改題『大逆の系譜 続』（明治文献、忘れられた明治史4） 1976
- 『日露開戦秘話 密使』（東都書房） 1962
- 『海外に活躍した明治の女性』（至文堂、日本歴史新書） 1963
- 『早稲田外史』（講談社） 1964
- 『ネール 独立と人類愛に生きた生涯』（旺文社文庫） 1965
- 『ドゥホボール教徒の話  武器を放棄した戦士たち』（講談社） 1965、恒文社 1979
- 『広島大本営の明治天皇』（雪華社） 1966
- 『明治天皇』（文藝春秋） 1967
- 『竹久夢二』（明治文献） 1968、新版 恒文社 1996
- 『丸善外史』（丸善） 1969
- 『クーデンホーフ光子伝』（鹿島研究所出版会） 1971、新版 1982 ほか
- 『愛は世界を征服する クーデンホーフ家の人びと』（鹿島研究所出版会） 1971
- 『五人の革命家』（講談社） 1972
- 『忘れられた明治史』全5巻（明治文献） 1973 - 1976
- 『写真紀行 明治天皇』（新人物往来社） 1974
- 『明治アメリカ物語』（東京書籍） 1978
- 『都の西北』（ベースボール・マガジン社） 1978
- 『明治文学余話』（リキエスタの会） 2001：『明治文学全集』（筑摩書房）の月報連載を集成

### 編著・共著
- 『世界宗教十六講』（相田隆太郎、新潮社） 1926
- 『農民小説集』（藤森成吉・加藤武雄共編、新潮社） 1926
- 『世界小説集』（新潮社） 1926
- 『閑談の閑談』（吉野作造、書物展望社） 1933
- 『国民百科新語辞典』（新居格、非凡閣） 1934
- 『魯庵随筆 紫煙の人々』（斎藤昌三共編、書物展望社） 1935
- 『魯庵随筆 気紛れ日記』（柳田泉共編、双雅房） 1936
- 『内田魯庵 随筆問答』（柳田泉共編、双雅房） 1937
- 『国際スパイ実話』（大日本雄弁会講談社） 1937
- 『随筆西園寺公』（小泉三申、「全集3」岩波書店） 1939、復刊1984
- 『宜昌戦線』（桃園会編、博文館、国民文藝叢書） 1942
- 『巴里通信』（池辺三山、全国書房） 1943
- 『九州風土記』（金文堂） 1947
- 『小泉策太郎筆記 西園寺公望自伝』（大日本雄弁会講談社） 1949
- 『東京案内記』（黄土社書店） 1951
- 『心あたたまる河 現代アメリカ短篇小説集』（緑園書房） 1955
- 『日米文化交渉史』第4巻（洋々社） 1955
- 『瀬戸内海・中国路』（宝文館） 1959
- 『ホセ・リサールと日本』（アポロン社） 1961
- 『幕末明治 新聞全集』全8冊（世界文庫） 1961 - 1962
- 『明治文化資料叢書 第拾巻 スポーツ篇』（風間書房） 1962
- 『明治文化研究』全5集（明治文化研究会編、日本評論社） 1968 - 1970
- 『柳田泉自伝 明治文化研究』第6集（明治文化研究会編、広文庫） 1972
- 『明治文学全集 97 明治戦争文学集』（筑摩書房） 1969
- 『明治文学全集 92 明治人物論集』（筑摩書房） 1970
- 『明治の春秋　対談集』（講談社） 1979
- 『有楽町今と昔』（東京交通会館） 1980

### 翻訳
- 『霊魂帯』（アウグスト・ストリンドベルヒ、杜翁全集刊行会） 1921
- 『アミエルの日記』（アンリ・フレデリク・アミエル、春秋社 全2巻） 1921
- 『藝術とは何ぞや』（レフ・トルストイ、春秋社） 1922
『藝術とは何ぞや』（トルストイ全集発行会、普及版トルストイ全集42） 1928
『藝術とは何ぞや』（改造社、改造文庫 第一部86篇） 1932
- 『家庭のための物語』（トルストイ、春秋社） 1922
- 『何処へ行く』（シェンキーヴィッチ、春秋社） 1924 
『クォ・ヴァディス』（新潮社、世界文学全集25） 1928
『クォ・ヴァディス』全3巻（角川文庫） 1952
『クォ・ヴァディス』（東京創元社、世界大ロマン全集35） 1958。編訳
- 『秘密第一号』（シドニイ・ホルラア、改造社、世界大衆文学全集11） 1930
『秘密第一号』（ポプラ社） 1954
- 『冬来なば』（アーサー・ハッチンソン、改造社、世界大衆文学全集55） 1930
- 『求愛術』（マゾッホ、平凡社、世界猟奇全集2） 1930
- 『新聞記者スミス 他二篇』（P・G・ウッドハウス、改造社、世界大衆文学全集72） 1931
- 『アウレリアス瞑想録』（アウレリアス、大日本文明協会事務所） 1931
- 『背教者レーニン』（オツセンドウスキ、改造社） 1932   
『レーニン - その人間的記録』（F.A.オッセンドフスキー、実業之日本社） 1956
『小説レーニン』（恒文社） 1979
- 『映画王国行進曲 / 人魚は歌ふ / マカッサーの燈台』（カール・ヴァン・ヴェクテン / キントン / ラッセル、改造社、世界ユーモア全集 第三巻 英米篇） 1932
- 『バイロン』（アンドレ・モウロア、改造社） 1935
- 『小鳥を友として』（ウィリアム・ヘンリー・ハドソン、改造社）1937。創元文庫 1954
- 『ムソリーニ自叙伝』（ムソリーニ、非凡閣） 1937
- 『紅楼の騎士』（デユウマ、大隣社） 1939
- 『マゾッホ情艶小説集』（マゾッホ、白鳳書院） 1949
- 『天草島原一揆報告書』（ドアルテ・コレア、白鯨社） 1949
- 『世界の恋人』（アレクサンドル・デュマ、大倉燁子共訳、生活百科刊行会、世界大衆小説全集 第一期2） 1954
- 『ハンガリア狂想曲 - 楽聖リストの恋と生活』（Z.ホルシャーニ、生活百科刊行会、世界大衆小説全集 第一期4） 1955
『ハンガリー狂詩曲』（ホルシャニ、旺文社文庫） 1979
- 『幽霊犯人』（アール・デア・ビガース、ポプラ社） 1955
- 『魔術師ニコラ』（ガイ・ブースビー、ポプラ社） 1956
- 『夜霧の怪盗』（R・オースティン・フリーマン、ポプラ社） 1956
- 『マリー・アントワネット』（アレクサンドル・デュマ、大倉燁子共訳、小山書店新社） 1957
- 『日本におけるホセ・リサール』（ラヌーサ・ザイデ、アポロン社） 1961
- 『地底の魔術師』（ガイ・ニューエル・ブースビー、ポプラ社） 1963
- 『さばかれた指紋』（フリーマン、ポプラ社） 1963

### 作品集
- 『大衆文学代表作選集 23 加藤武雄集・木村毅集』河出書房 1955年（「旅順攻囲軍」「どどいつ節元祖都々逸坊扇歌」収録）
- 『大衆文学大系 13 下村悦夫・邦枝完二・木村毅』講談社 1972年（「旅順攻囲軍」「都々逸坊扇歌」収録）

## 映画化作品
- 『島原美少年録』（松竹キネマ） 1927
- 『嵐に咲く花』（東宝映画） 1940：「明治建設」の映画化。
- 『花嫁穏密』（新興キネマ） 1941
- 『日柳燕石』（大都映画） 1941
- 『海峡の風雲児』（大映） 1943

## 親族
- 甥 木村象雷（競泳選手、スポーツジャーナリスト）